# Studniska Dolne
Studniska Dolne (niem. Nieder Schönbrunn) – wieś w Polsce położona w województwie dolnośląskim, w powiecie zgorzeleckim, w gminie Sulików.

## Podział administracyjny

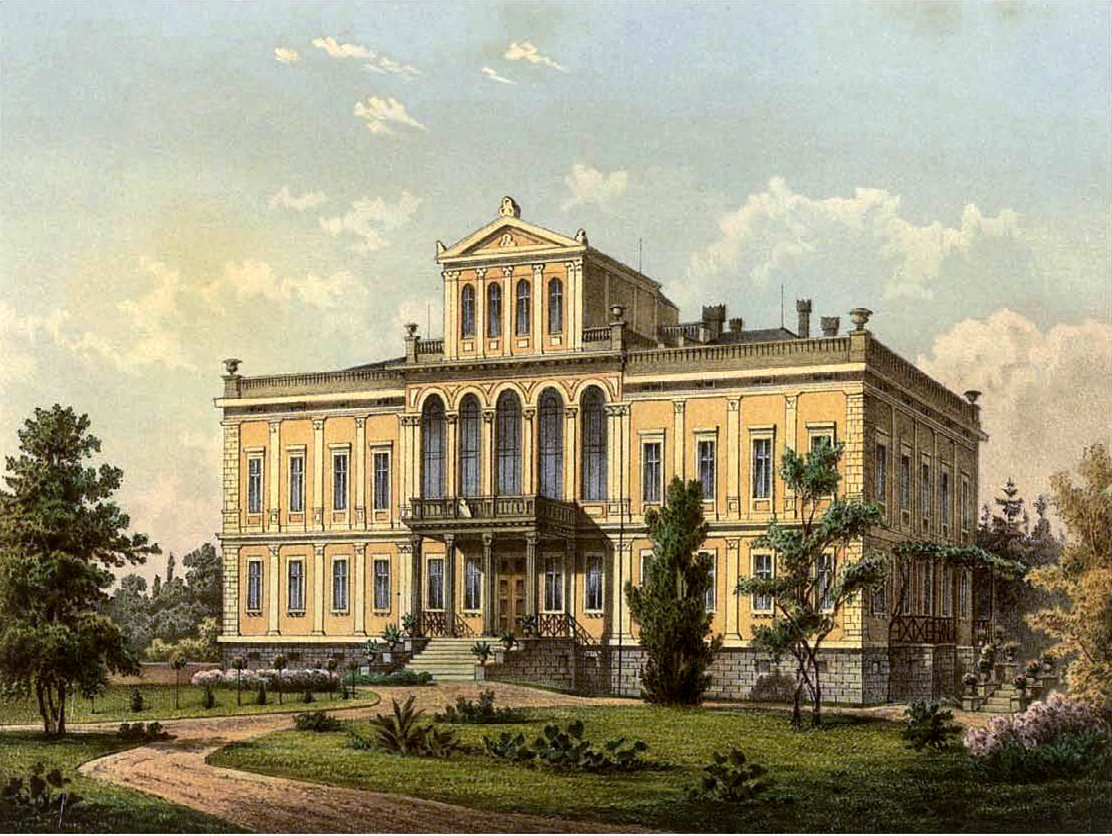
Pałac w Studniskach Dolnych w XIX wieku

W latach 1975–1998 miejscowość administracyjnie należała do województwa jeleniogórskiego.

## Demografia
Według Narodowego Spisu Powszechnego (III 2011 r.) liczyły 682 mieszkańców. Są trzecią co do wielkości miejscowością gminy Sulików.

## Zabytki
Do wojewódzkiego rejestru zabytków wpisane są:
- kościół filialny pw. św. Anny, romański, wzniesiony w XIII-XVIII w., przebudowywany i restaurowany w latach: 1759 i 1839–1840. Podczas tej ostatniej przebudowy kościół otrzymał nowy dach. W XIX wieku dostawiono wysoką przybudówkę po stronie południowej oraz od zachodu. W wyniku przekształceń otworów okiennych kościół utracił pierwotny wygląd. Jednak mimo to zachował się romański portal oraz sklepienia krzyżowo-żebrowe. W kościele znajduje się ołtarz z 1610 r. i ambona z pierwszej połowy XVII wieku. Po II wojnie światowej świątynia stała się kościołem filialnym parafii rzymskokatolickiej pw. Podwyższenia Krzyża Świętego w Sulikowie. Wpisany został do rejestru zabytków pod nr 944, decyzją Wojewódzkiego Konserwatora Zabytków z 11 września 1961 r. Ogólna charakterystyka: konstrukcja ścian murowana, więźba dachowa drewniana, dach pokryty dachówką, wieża murowana z kopułą wykonaną z blachy miedzianej. Kilkakrotnie został okradziony ze znajdujących się wewnątrz zabytkowych rzeźb oraz ambony.
- park pałacowy, z połowy XIX w.

inne zabytki:
- dawna pastorówka, z 1736 r., stoi obok kościoła
- cmentarz, wokół kościoła

## Transport
Przez północno-wschodnią część wsi, w pobliżu granicy ze Studniskami Górnymi, przebiega linia kolejowa nr 274, łącząca Zgorzelec z Lubaniem. W 2023 roku PKP ogłosiło przetarg na budowę przystanku kolejowego Studniska Dolne z peronem o długości 100 m. Prace mają być ukończone do 2025 roku.